# Пекту
Пектусан, Байтоушань (кор. 백두산, кит.: 长白山, маньчжурська: ᡤᠣᠯᠮᡳᠨ 
ᡧᠠᠩᡤᡳᠶᠠᠨ 
ᠠᠯᡳᠨ) — білоголова гора) — стратовулкан, найвища вершина плоскогір'я Чанбайшань. Один із священних символів корейського народу. Розташований на корейсько-китайському кордоні. Висота вулкана 2744 метрів. Є  глобальним геопарком ЮНЕСКО.

## Загальні відомості

Гора Пекту на гербі Північної Кореї

Гора складається переважно з білої пемзи, якій власне й завдячує назвою.
Вулкан діючий — останнє виверження, вибухи з викидами газів та каміння, сталося в 1904 році. В кратері вулкана розташоване досить велике Небесне озеро. На схилах вулкана знаходяться витоки річок Туминьцзян, Сунгарі, Ялуцзян.
Інші назви: гора Чанбай (спрощ.: 长白山; кит. трад.: 長白山; піньїнь: chángbáishān, чанбайшань, «вічнобіла гора»), гора Голмін Санґіян (мань.: Golmin Šanggiyan Alin, «всюдибіла гора»).
У лютому 2025 року територія схилів гори Пекту, яка належать КНДР, отримала статус глобального геопарку ЮНЕСКО за його «вражаючу природну та культурну спадщину» й стала першим об'єктом такого рівня в країні .

## Географія та геологія

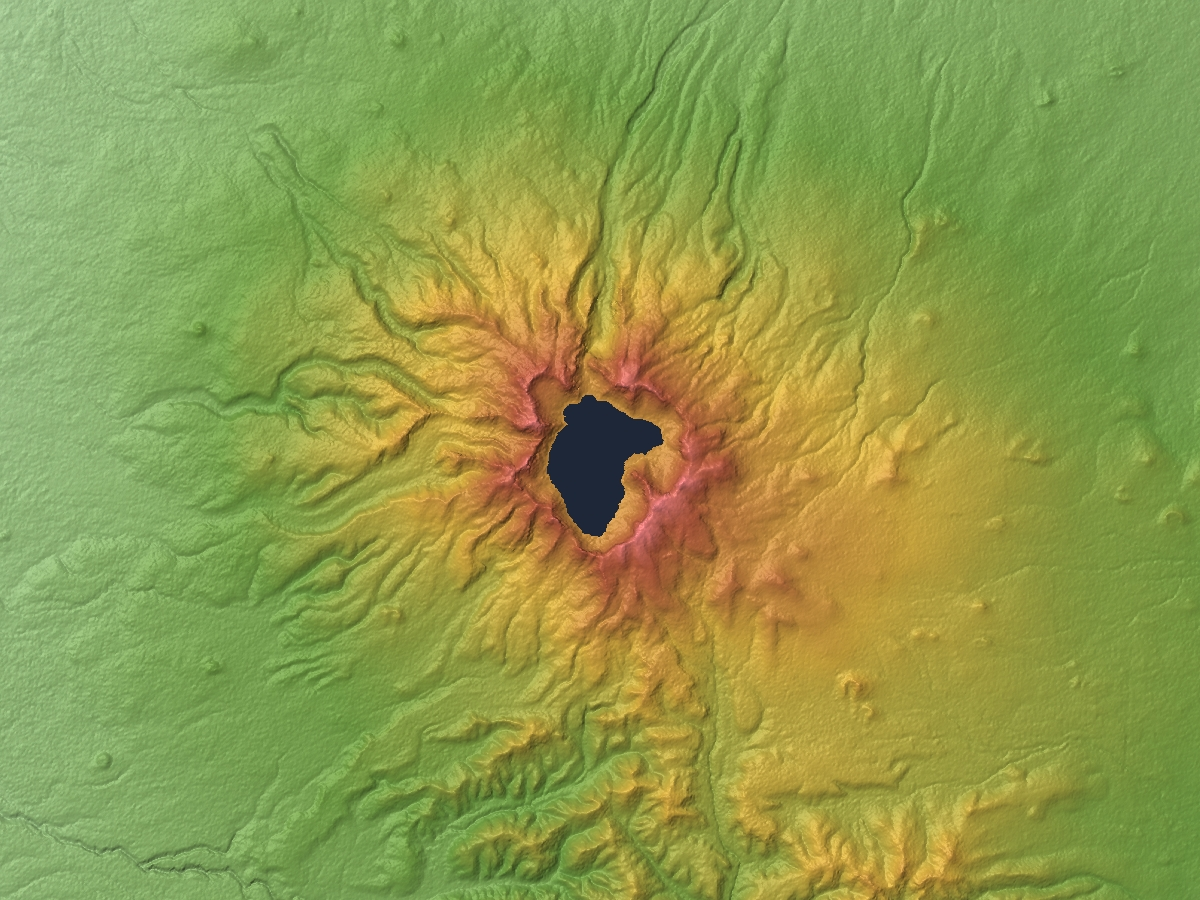
Мапа рельєфу

Гора Чанбай є стратовулканом, чий конус обрізаний великою кальдерою, яка має близько 5 км у ширину та 850 м у глибину. Кальдера частково заповнена Небесним озером., яке має периметр 12-14 км, середню глибину 213 м та максимальну глибину 384 м. З середини жовтня до середини червня озеро переважно вкрито кригою.
2011 року експерти Північної та Південної Кореї зустрілися для обговорення ризику значного виверження у близькому майбутньому, оскільки вулкан прокидається в середньому раз на сто років, а останнє виверження було 1903 р.
Геологічні сили, які формують гору Пекту, остаточно не визначені. Дві основні теорії включають гарячу точку та неокреслену частину Тихоокеанської плити, яка зазнає субдукції у надрах під горою.
Центральна частина гори піднімається на 3 мм на рік під дією зростання кількості магми на глибині під нею. Кальдеру оточують 16 вершин висотою понад 2 500 м.н.м. Найвища вершина, Янггун (Janggun), вкрита снігом 8 місяців на рік. Схили вулкану відносно пологі до висоти приблизно 1800 м.н.м.
Озеро має витік з північної сторони, поблизу якого є водоспад висотою 70 м. На схилах вулкана знаходяться витоки річок Туминьцзян, Сунгарі, Ялуцзян. Річки Туминь та Ялу далі формують північний кордон Північної Кореї з Китаєм та Росією.

### Виверження Тяньвеньфень
Дата виверження Тяньвеньфень точно не встановлена, але карбонізована деревина у брекчії Хейфеньку отримала датування 4105 ± 90 р. тому. У результаті виверження значні території виявилися покритими жовтою пемзою та інгімбритом, а в стратосферу було викинуто близько 23,14 млн тонн SO2. Загальний обсяг викидів сягнув принаймні 100 км³, що відносить це виверження також до категорії VEI 7. Виверження Тяньвеньфень ймовірно знайшло відображення у маньчжурських міфах. Маньчжури описували гору як «Вогняний дракон», «Вогняний демон» чи «Небесний вогонь».

### «Виверження тисячоліття»
Кальдера вулкану утворилась 946 року під час колосального (VEI 7) «Тисячолітнього» або «Тяньчі» виверження, одного з найбільш потужних за останні 5 000 років, яку можна порівняти з виверженням 180 р.н. е. озера Таупо та 1815 року вулкану Тамбора. Виверження, чия тефра була знайдена на південній частині Хоккайдо, та аж у Гренландії, зруйнувало значну частину вершини вулкану та утворило кальдеру, яка зараз частково заповнена Небесним озером.

### Нещодавні події

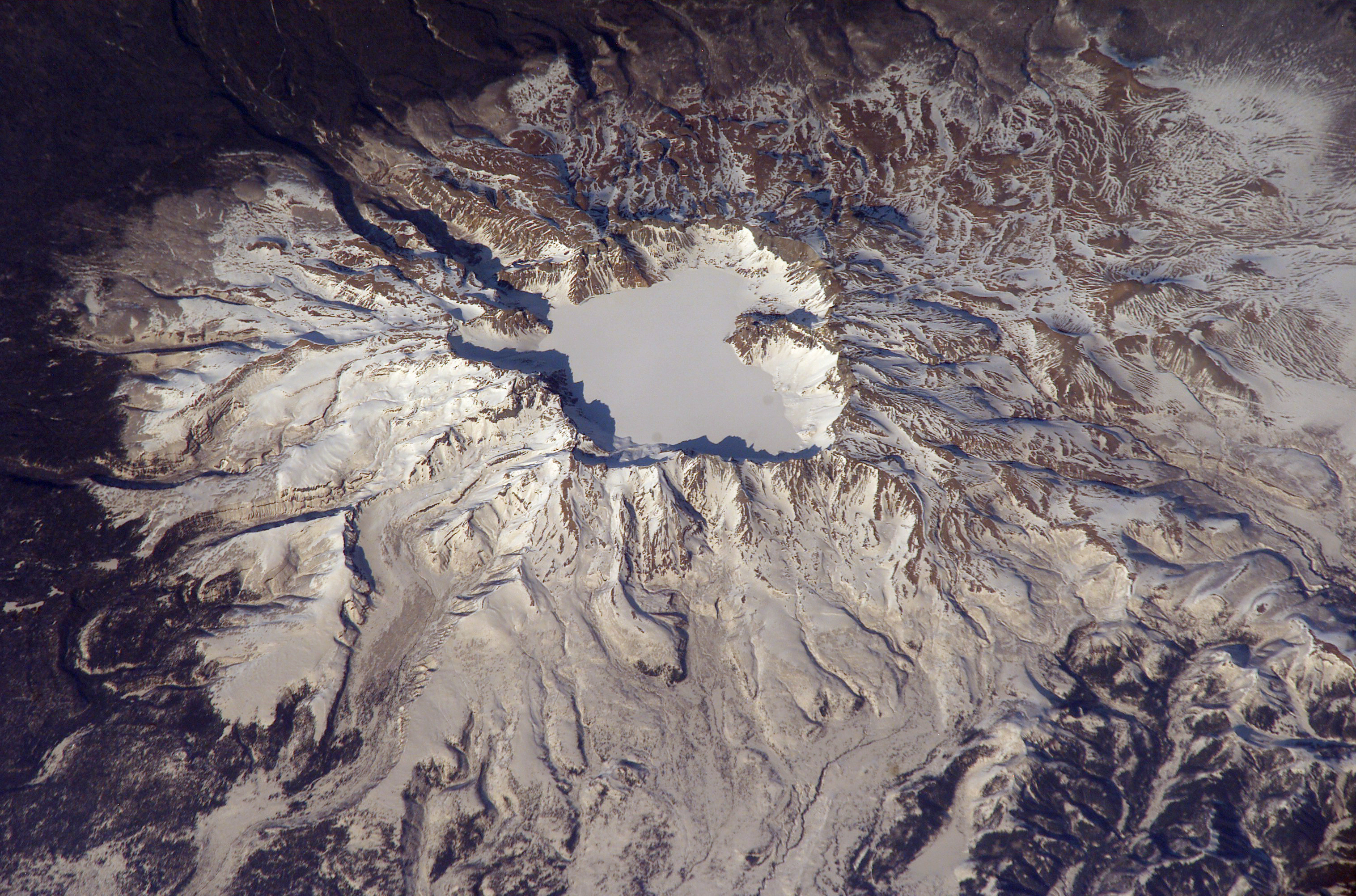
Гора у квітні 2003

Після цих великих вивержень, відомо принаймні три менших — у 1668, 1702 та 1903 роках, які ймовірно утворили інгімбрит Багуамяо, тонну пемзу Ухаоцзе та туфове кільце Люхаоцзе.
2011 року уряд Північної Кореї запросив вулканологів Джеймса Хаммонда з Імперського коледжу Лондона та Клайва Оппенхаймера з Кембриджського університету, дослідити сучасну вулканічну активність гори. Їх проект тривав близько 7 років. У дослідженні також брала участь американський вулканолог Кайла Яковіно, ставши однієї з перших науковиць, яка провадили дослідження у Північній Кореї.

## Клімат
Погода на горі може змінюватись дуже раптово і бути досить жорсткою. Середньорічна температура на вершині становить -4.9 °C, при цьому середня температура січня становить -24 °C, а липня — +10 °C, і в цілому лишається нижче нуля 8 місяців на рік. Влітку температура може сягати 18 °C і вище, а взимку падати до -48 °C. Рекорд найнижчої температури зафіксовано на рівні -51 °C 02 січня 1997 р. Середня швидкість вітру становить 42 км/год, деколи сягаючи 63 км/год. Відносна вологість повітря в середньому становить 74 %.

## Флора та фауна

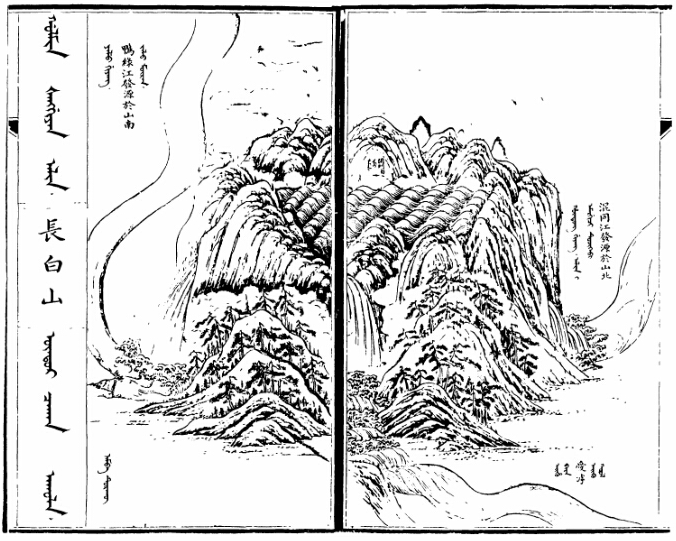
Малюнок з "Маньчжурських справжніх записів" з назвами гори Пекту маньчжурською, китайскою та монгольською

У озері на вершині відомо 5 видів рослин, а на його берегах нараховано 168 видів. Ліс на китайській стороні є давнім, первісним та майже не має слідів зміни внаслідок діяльності людини. Береза домінує поблизу верхньої лінії лісу (близько 2 000 м.н.м.), а нижче змінюється сосною, змішаною з іншими видами. Зі сторони Північної Кореї на нижчих схилах гори відбувається інтенсивна вирубка лісу.[джерело?]
Фауна гори включає сибірських тигрів, ведмедів, вовків та диких кабанів. Уссурійський куон можливо був винищений на цій території. У гірських лісах поширена пектусанська сарна. Серед птахів на горі поширені тетеруки, сови та дятли. BirdLife International надала горі статусу "Важлива орнітологічна територія" (IBA), оскільки там існує популяція креха китайського.

## Туризм
Китайці та більшість іноземних туристів відвідують гору з китайської сторони. Вона також є популярним туристичним обєктом і в Північній Кореї. 
Національна туристична адміністрація Китаю класифікувала китайську частина як клас AAAAA, що є найвищою категорією.
На північнокорейській стороні є ряд монументів та туристичних об'єктів:
- гаряче мінеральне джерело використовується для бутильованої води;
- пагорб Пега (Pegae) є місцем, де стояв табір загону КНРА (кор. 조선인민혁명군), за легендою очолюваного Кім Ір Сеном під час боротьби корейців проти Японської імперії. Публіці відкриті і таємні табори;
- декілька водоспадів, включно з водоспадом Хьонгі (Hyongje), який розділяється на два рукави на третині падіння
- 1992 року на День Сонця, 80-ту річницю Кім Ір Сена, на схилі гори був споруджений гігантський напис "Священна гора революції" з металевих літер.[22]
- також там облаштований фунікулер та сходи[23][24][25]

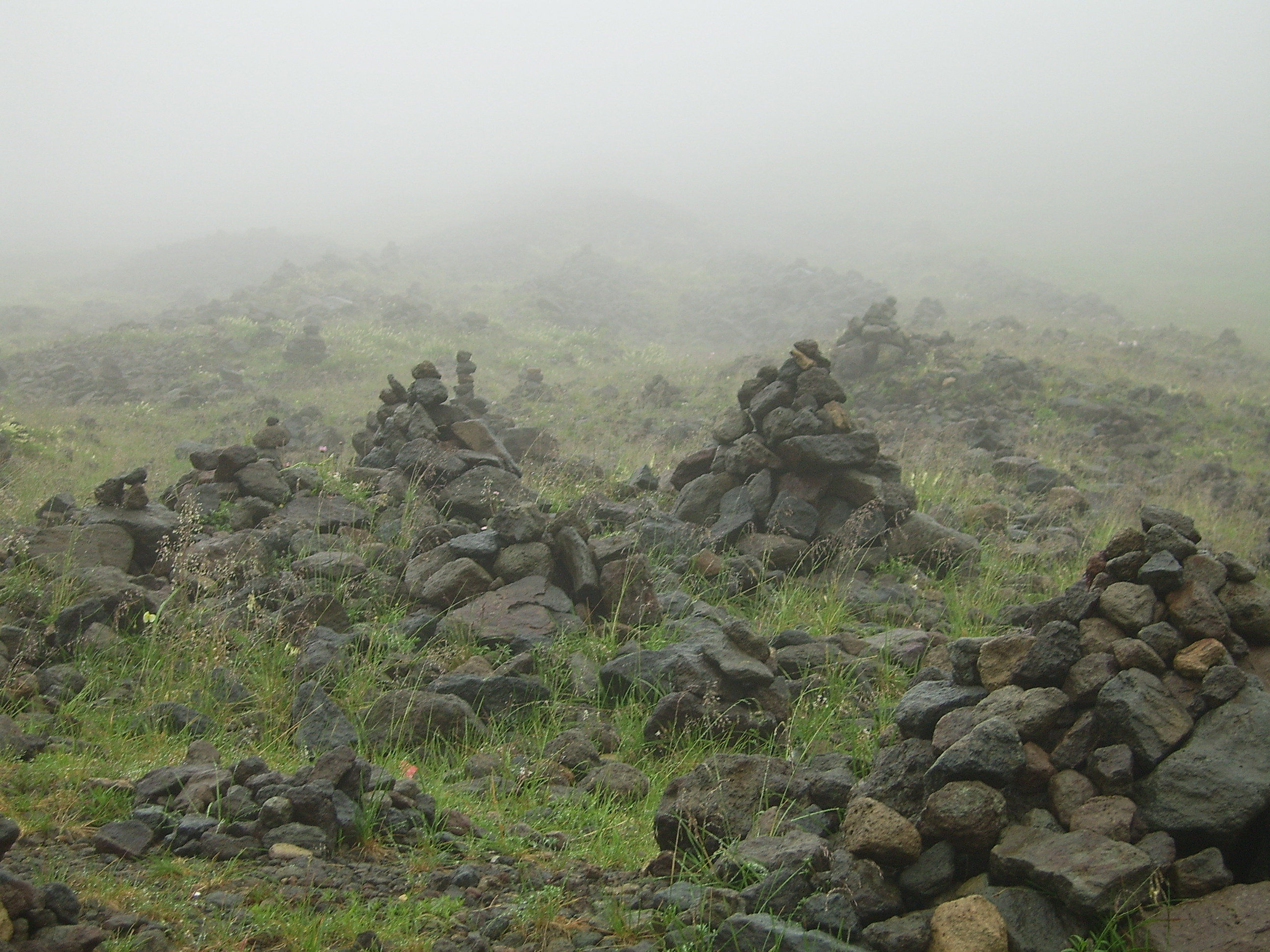
Каїрни
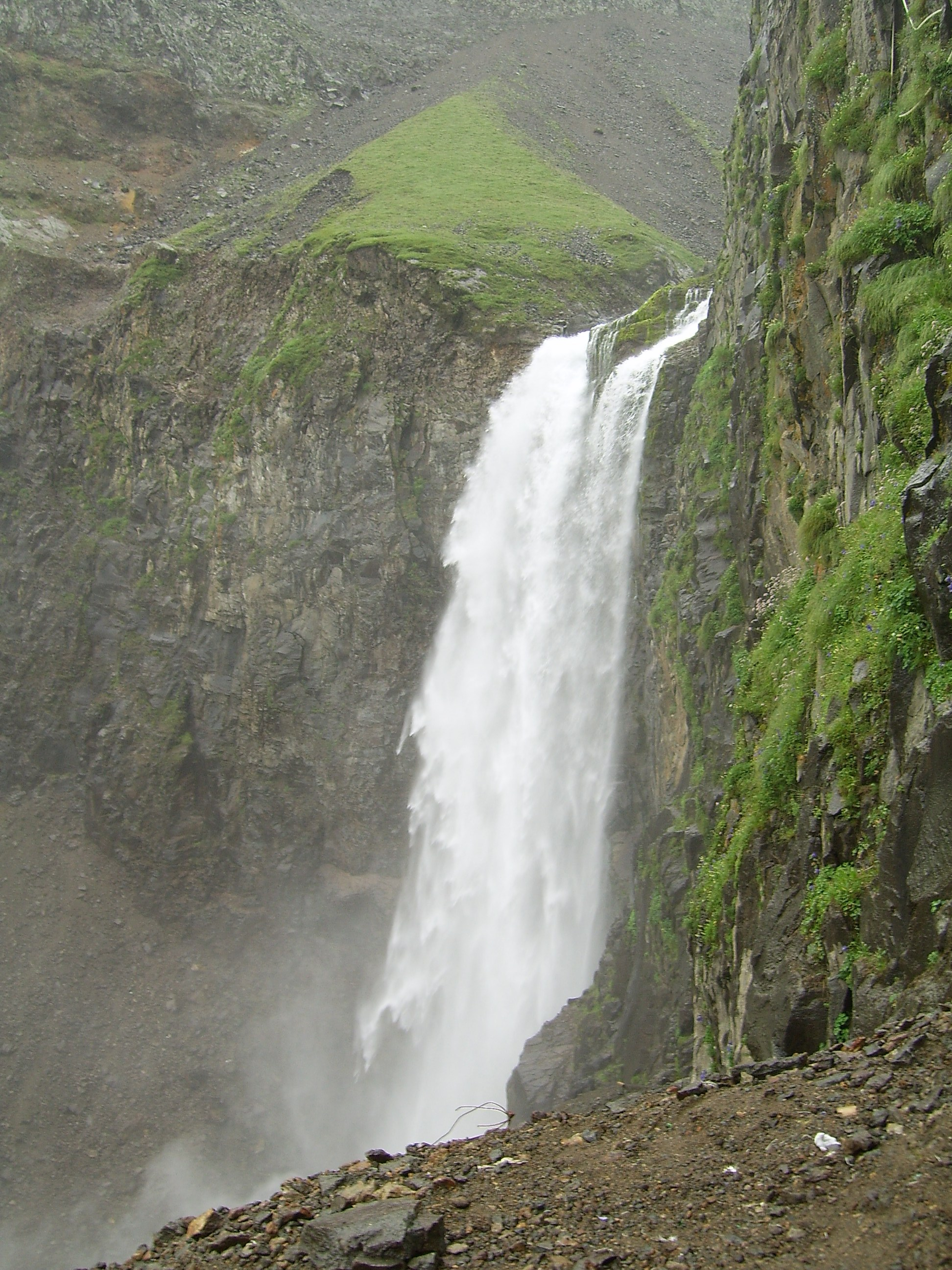
Водоспад
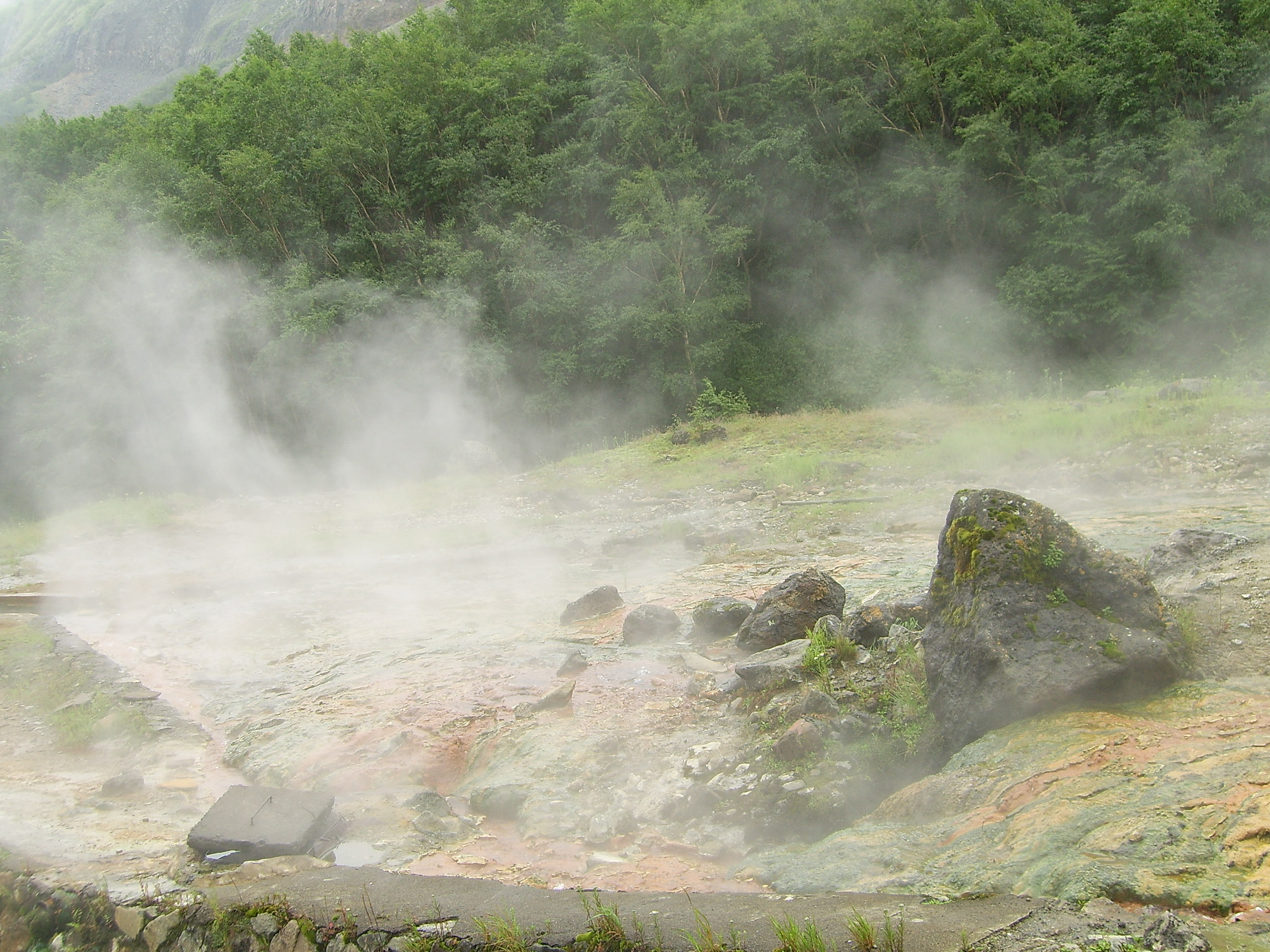
Гарячі джерела
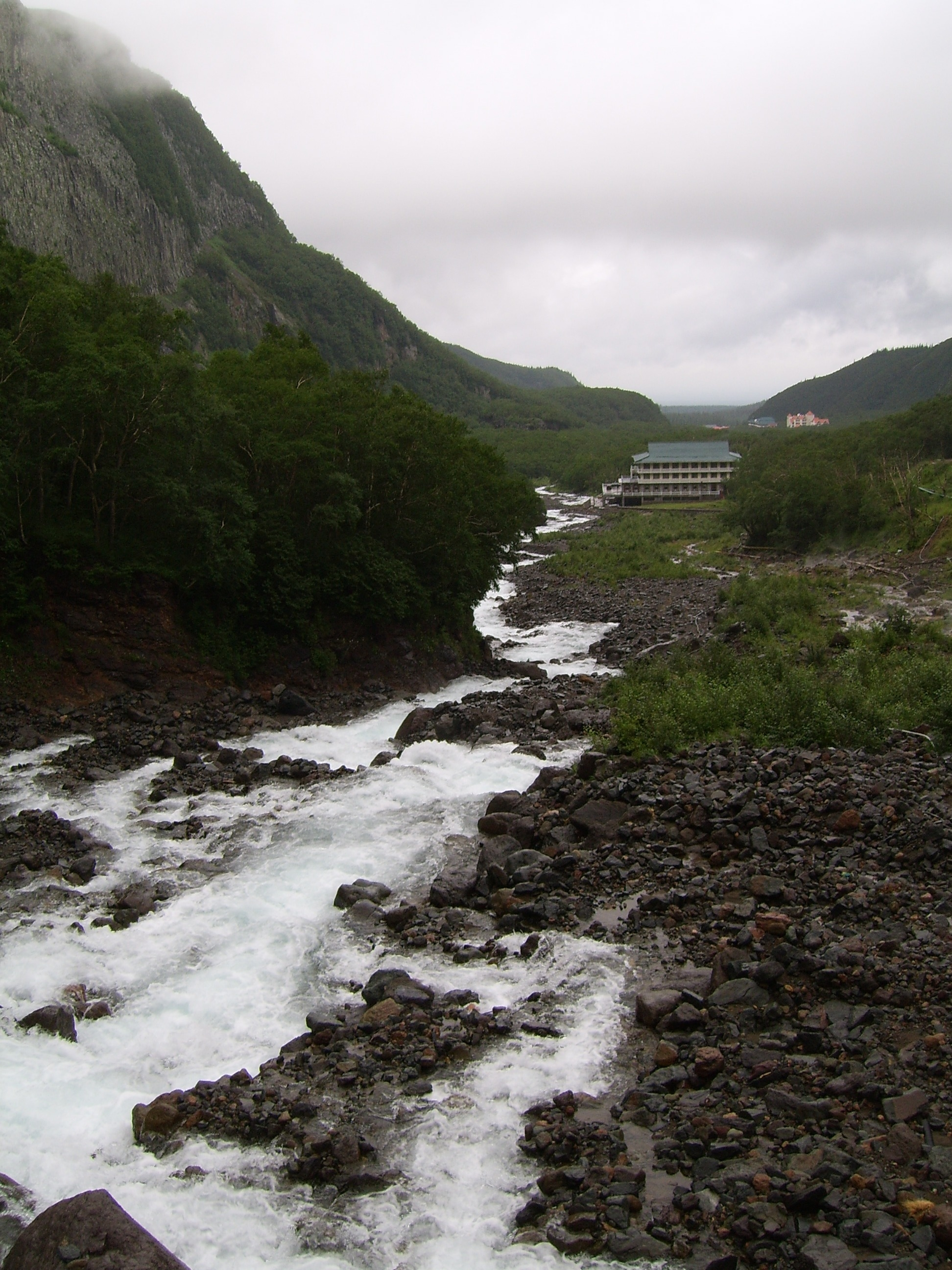
Струмок на горі
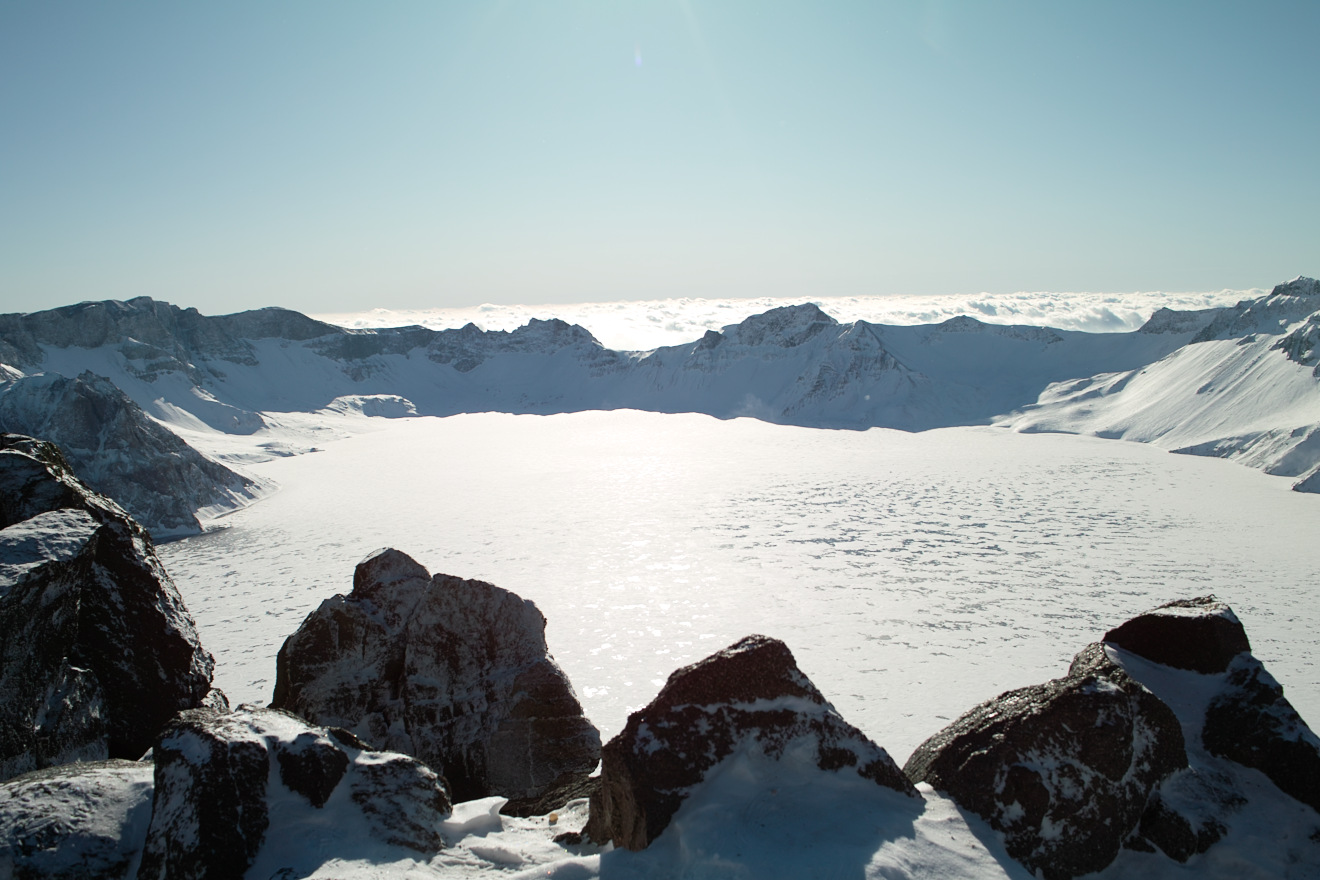
Небесне озеро взимку
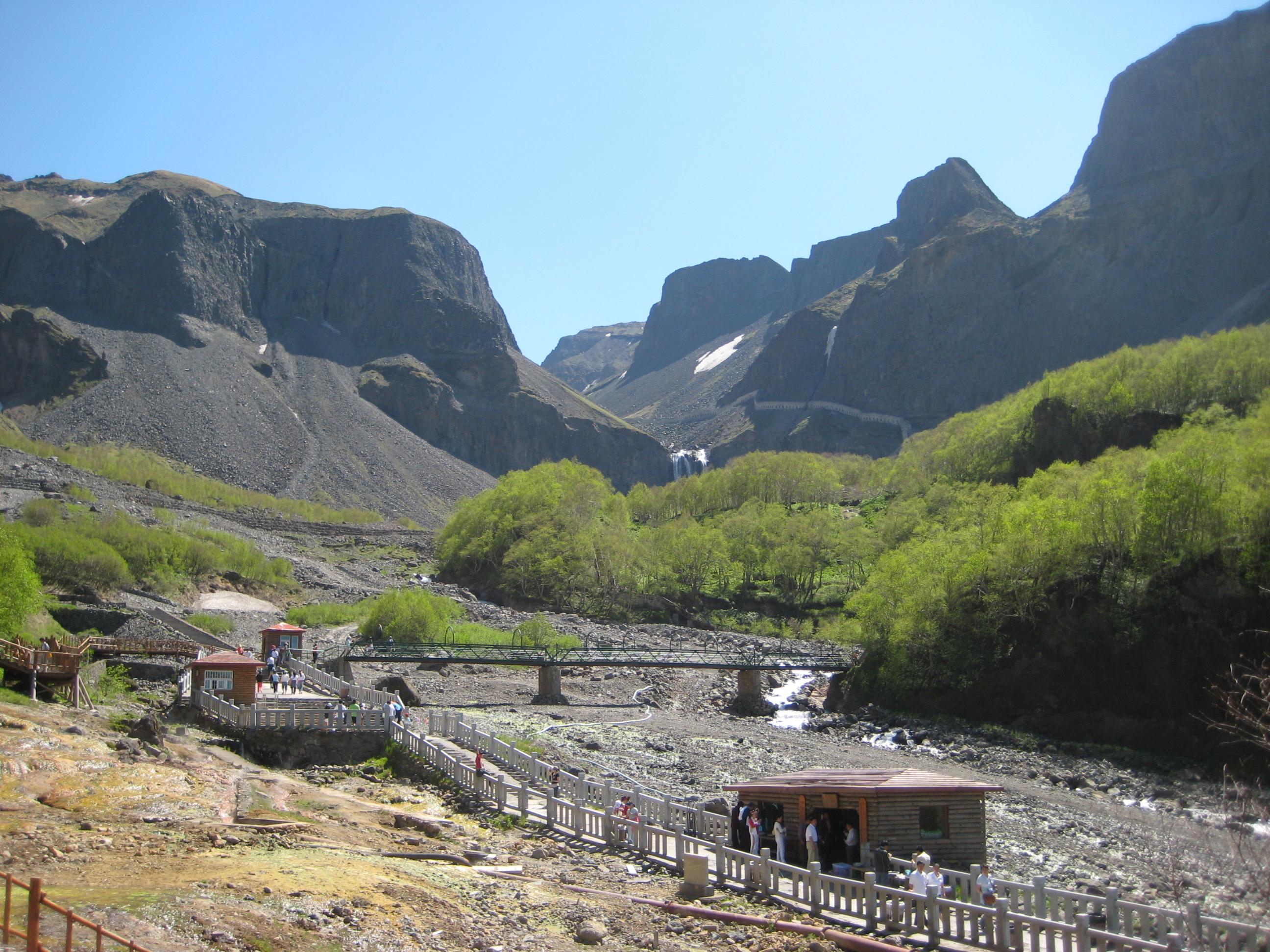
Північний схил